# Lamp (banda)
Lamp (ランプ, Ranpu ) é uma banda indie japonesa formada em 2000.

## Membros
- Taiyo Someya (染谷大陽; nascido em 13 de Novembro 1979) - guitarra, sintetizador, vibrafone
- Yusuke Nagai (永井祐介; nascido 22 de Julho 1980) - vocais, guitarra, baixo, teclado
- Kaori Sakakibara (榊原香保里; nascida 17 de Novembro 1979) - vocais, flauta, acordeão

## História

### Formação
Someya começou a tocar violão no ensino fundamental. No clube de música folclórica durante o ensino médio, ele se tornou amigo de Nagai através de seu amor comum pela música dos anos 60. Durante a faculdade, quando um amigo apresentou Sakakibara a Someya, ele decidiu iniciar o Lamp.
Em 9 de abril de 2003, o Lamp lançou seu primeiro álbum, Soyokaze Apartment Room 201 (そよ風アパートメント201). Someya citou o artista de mangá Yoshiharu Tsuge como influência para as letras do primeiro álbum.
Em 11 de fevereiro de 2004, eles lançaram seu segundo álbum, For Lovers (恋人へ). Apesar de vender pior do que o primeiro álbum, For Lovers se tornou um favorito dos fãs ao longo dos anos.
Em 25 de maio de 2005, eles lançaram seu terceiro álbum, Komorebi Dori Nite (木洩陽通りに).
Em 7 de março de 2007, eles lançaram seu álbum de compilação, Zankou (残 光).
Em 3 de dezembro de 2008, eles lançaram seu quarto álbum, Lamp Genso (ラ ンプ幻想).
Em 4 de agosto de 2008, eles lançaram seu quinto álbum, The Poetry Of August (八月 の 詩情).
Em 9 de fevereiro de 2011, eles lançaram seu sexto álbum Tokyo Utopia Correspondence (東京ユウトピア通信).

### Botanical House & Turnês
Em 5 de fevereiro de 2014, eles lançaram seu sexto álbum, Yume (ゆ め). Em 2014, eles criaram sua própria gravadora Botanical House. Eles se apresentaram no Beatram Music Festival em Toyama Castle Park . Eles colaboraram com a banda de São Francisco, The Bilinda Butchers, em seu álbum de estreia, Heaven .
Em 13 de março de 2015, eles lançaram seu álbum de compilação, Ame ni Hana (雨に花).
Em 2017, eles fizeram uma turnê na China, incluindo Shenzhen, Pequim e Xangai. Em 20 de abril, se apresentaram em Taipei.
Em 15 de maio de 2018, eles lançaram seu sétimo álbum Her Watch (彼女の時計).  No dia 23 de julho, eles lançaram o single Tabibito / Place in my dream (旅人／夢の国). Em 1 de agosto de 2018, eles lançaram o single separado Blue / Girlfriend (ブルー／Girlfriend), uma colaboração com The Bilinda Butchers. Em agosto e setembro, o Lamp realizou o Lamp Asia Tour 2018 "A Distant Shore", apresentando-se em cidades como Pequim, Tóquio, Fukuoka, Seul, Hong Kong e Taipei. Em outubro, eles se apresentaram no Kirari Music Festival em Fujimi .

## Estilo
Seu estilo foi descrito como Shibuya-kei, City-pop, e música de café, mas é difícil encaixá-los em um gênero. Eles costumavam incorporar elementos da bossa nova, jazz, soul e funk. Eles citaram a música brasileira, a bossa nova, os Beatles, os Beach Boys e Simon & Garfunkel como influências em suas músicas.

## Discografia

### Álbum
- Soyokaze Apartment Room 201, そよ風アパートメント201 (2002)[34]
- For Lovers, 恋人へ (2004)
- Komorebi Dori Nite, 木洩陽通りにて (2005)
- Lamp Genso, ランプ幻想 (2008)
- The Poetry Of August, 八月の詩情 (2010)
- Tokyo Utopia Correspondence, 東京ユウトピア通信 (2011)[35] - album cover by manga artist Ouji Suzuki (鈴木翁二)[36]
- Yume, ゆめ (2014)[37] - album cover by illustrator Sēichi Hayashi (林静一)[36]
- Her Watch, 彼女の時計 (2018)[26][38]
- Dusk to Dawn, 一夜のペーソス (2023) [39]

### Álbum ao vivo
- "A Distant Shore" Asia Tour 2018 (2019) - gravado em Seul durante o Lamp Asia Tour 2018 "A Distant Shore" [33]

### Compilações
- Zankou, 光 光 (2007)
- Ame ni Hana, 花 に 花 (2016)

### Singles
- Tabibito/Place in my dream, 旅人／夢の国 (2018)
- Blue/Girlfriend, ブルー／Girlfriend (2018)

### Outros trabalhos
- Ame ni Hana, 雨に花 (2005)
- How Long (2010)
- Rain, long‐continued rain, 雨、降り続く雨 (2014)
- One night, 或る夜 (2014)
- Fantasy/Train window, Fantasy／車窓 (2018)
- Memory of Soda Pop, ソーダ水の想い出 (2018)
- Demo compilation, the shine that never returns, デモ音源集 戻らない輝きは (2018)

### Livro
- Song Book  2003-2007 (2016)